# تریر موش‌گیر
تریر موش‌گیر (به انگلیسی: Rat Terrier)، نام یکی از نژادهای سگ است که خاستگاه آن به ایالات متحده آمریکا بازمی‌گردد. این نژاد در حالت بالغ به‌طور میانگین ۱۰–۲۵ پوند (۴٫۵–۱۱٫۳ کیلوگرم) وزن دارد. تریر موش‌گیر در حالت بالغ ۱۰–۱۸ اینچ (۲۵–۴۶ سانتیمتر) ارتفاع دارد.